# Pardosa tenera
Pardosa tenera är en spindelart som beskrevs av Tord Tamerlan Teodor Thorell 1899. Pardosa tenera ingår i släktet Pardosa och familjen vargspindlar.
Artens utbredningsområde är Kamerun. Inga underarter finns listade i Catalogue of Life.